# جوزيف ماريا كريستن
جوزيف ماريا كريستن هو نحات سويسري، ولد في 22 فبراير 1767 في Buochs ‏ في سويسرا، وتوفي في 30 مارس 1838 في Thorberg Castle ‏ في سويسرا.